# Pieter van Bloemen

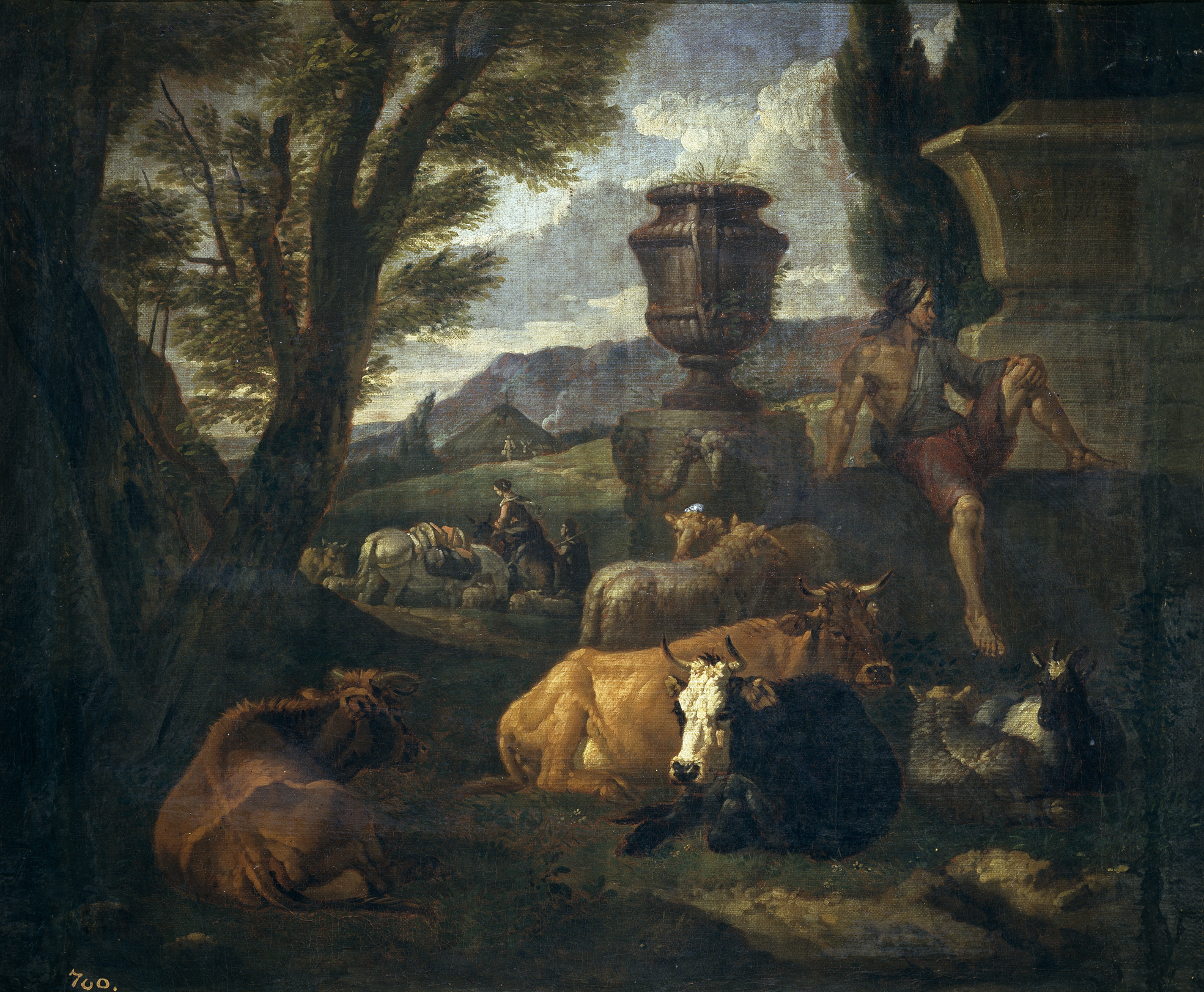
Paisatge romà (el camp Vacino de Roma), oli sobre llenç, 47 x 56 cm, Madrid, Museu del Prado.

Pieter van Bloemen, amb el malnom Standaard o Stendardo (en italià) (Anvers, 1657 – 1720), va ser un pintor barroc flamenc del grup dels Bentvueghels, especialitzat en la pintura de paisatges italianitzants i vistes romanes animades amb escenes de cavalls de gust barroc.
Pieter van Bloemen va ser el major i més distingit membre d'una família d'artistes, perquè els seus germans Jan Frans i Norbert van seguir els seus passos a Itàlia i França. Deixeble des de 1667 de Simon Johannes van Douw, va ser admès com a mestre en el gremi de pintors de la seva ciutat natal el 1673. Un any després va marxar a Roma on va romandre fins a 1694, amb una interrupció el 1684 per viatjar cap a Lió amb altres pintors dels països baixos del nord i del sud. A Roma es va incorporar el grup dels «Bentvueghels», que li van donar l'àlies standaard (neerlandès per a banderola) probablement perquè en pintava moltes a les seves escenes militars. De tornada a Anvers, va ser nomenat degà del gremi de Sant Lluc el 1699.
Pintor prolífic, va col·laborar amb altres pintors i principalment amb el seu germà Jan Frans, per a qui va pintar amb freqüència les figures dels seus paisatges, barrejades amb els animals que en la seva pintura anaven a ocupar moltes vegades el primer pla, centrant en ells l'atenció de l'espectador, com succeeix en els dos quadres conservats al Museu del Prado: Caravana i Paisatge romà, procedents tots dos de la col·lecció de Carles IV.